# Helcionel·lòides

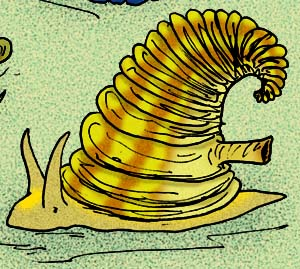
Yochelcionella cyrano

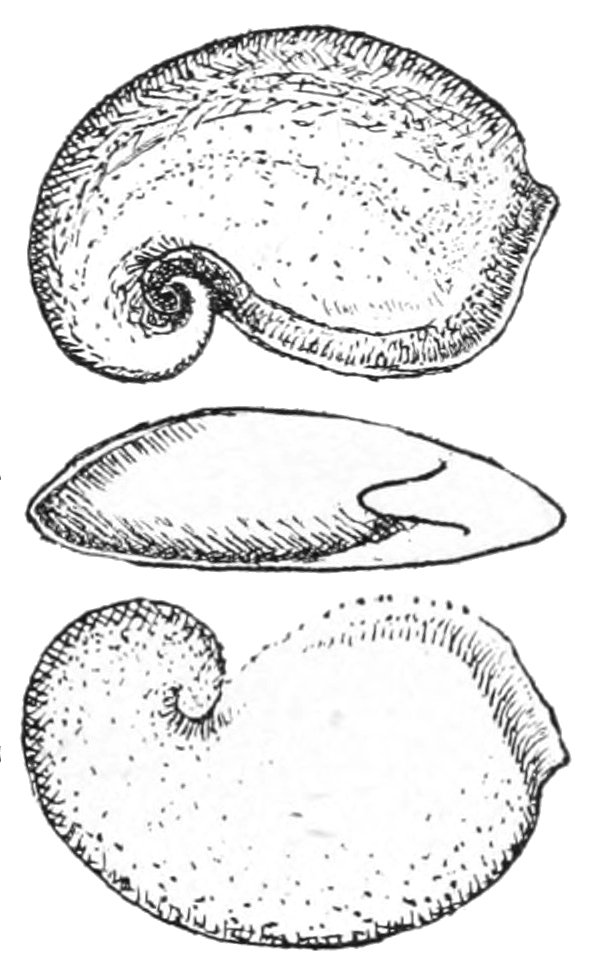
Pelagiella atlantoides

Els helcionel·lòides (Helcionelloida) són una classe extinta de mol·luscs. És el grup més antic de mol·luscs amb conquilla, és a dir que tenien una closca mineralitzada. Alguns membres d'aquesta classe es van confondre amb els monoplacòfors.

## Anatomia
Aquesta animals tenien la torsió típica dels gastròpodes i amb conquilla. La majoria de les espècies eren de dimensions petites (les conquilles feien 2 mm) Tenien una obertura per a resporar.

## Taxonomia de 2006-2007
Gastropoda Cuvier, 1797
Subclasse Archaeobranchia Parkhaev, 2001
- Ordre Helcionelliformes Golikov & Starobogatov, 1975

- Superfamília Helcionelloidea Wenz, 1938

- Família Helcionellidae Wenz, 1938
- Família Igarkiellidae Parkhaev, 2001
- Família Coreospiridae Knight, 1947

- Superfamília Yochelcionelloidea Runnegar & Jell, 1976

- Família Trenellidae Parkhaev, 2001
- Família Yochelcionellidae Runnegar & Jell, 1976
- Família Stenothecidae Runnegar & Jell, 1980

- Subfamília Stenothecinae Runnegar & Jell, 1980
- Subfamília Watsonellinae Parkhaev, 2001

- Ordre Pelagiellifomes MacKinnon, 1985

- Família Pelagiellidae Knight, 1952
- Família Aldanellidae Linsley et Kier, 1984

Subclasse Divasibranchia Minichev & Starobogatov, 1975
- Ordre Khairkhaniifomes Parkhaev, 2001

- Família Khairkhaniidae Missarzhevsky, 1989

Subclasse Dextrobranchia Minichev & Starobogatov, 1975
- Ordre Onychochiliformes Minichev & Starobogatov, 1975

- Família Onychochilidae Koken, 1925